# Чумаки (Скадовський район)
Чумаки́ (до 2024 року — Суворовка) — село в Україні, у Бехтерській сільській громаді Скадовського району Херсонської області. Населення становить 568 осіб.
24 лютого 2022 року село тимчасово окуповане російськими військами під час російсько-української війни.

## Історія
22 червня 2023 року рішенням № 230 Національної комісії зі стандартів державної мови віднесено до списку населених пунктів, які «можуть не відповідати лексичним нормам української мови», зокрема стосуватися «російської імперської чи колоніальної політики». Громаді рекомендовано запропонувати нову назву в установленому законодавством порядку.
10 квітня 2024 року Комітет Верховної Ради України з питань організації державної влади, місцевого самоврядування, регіонального розвитку та містобудування підтримав перейменування села на Чумаки. Остаточне перейменування відбудеться лише після успішного голосування у Верховній Раді.
19 вересня 2024 року Верховна Рада підтримала перейменування села Суворовка на Чумаки. 26 вересня 2024 року перейменування набуло чинності.

## Населення
Згідно з переписом УРСР 1989 року чисельність наявного населення села становила 513 осіб, з яких 242 чоловіки та 271 жінка.
За переписом населення України 2001 року в селі мешкало 568 осіб.

### Мова
Розподіл населення за рідною мовою за даними перепису 2001 року:
| Мова       | Відсоток |
| ---------- | -------- |
| українська | 92,25 %  |
| російська  | 7,22 %   |
| молдовська | 0,18 %   |
| циганська  | 0,18 %   |